# Omalotheca norvegica
Classification phylogénétique
Espèce
Synonymes
Gnaphalium norvegicum Gunnerus, 1772
Omalotheca norvegica, le gnaphale de Norvège, est une espèce de plantes à fleurs de la famille des Asteraceae.
C'est une plante herbacée vivace.